# 유륜
젖꽃판(areola, 라틴어 어원을 갖고 있으며 부분, 트인 공간의 뜻을 가진 지소어) 또는 유륜(乳輪)은 인체 해부학에서 유두 주변의 둥근 모양으로 피부가 착색된 부분을 지칭한다.

## 상세
유륜이 유방의 다른 부분과 색이 다른 이유 중 하나는 유륜이 유선의 관이 있는 부분의 대략적인 윤곽을 보여주기 때문이다. 성인 여성의 유두에 대한 정밀 검사를 해 보면, 수유할 때 젖이 나오는 유두 끝 부분의 주변에 방사형으로 조그마한 구멍들을 찾을 수 있다. 유륜에 있는 이러한 조그만 구멍들은 몽고메리 선이라고 알려져 있는 피지선으로서, 유두와 유두 주변을 보호하고 모유 수유시 젖을 뽑아내는 데 도움을 준다. 하나 하나가 유륜의 표면에서 꽤나 눈에 띄게 돌출되어있기에, "닭살"같은 느낌을 준다. 이 조직은 또한 유두나 유륜이 과격한 모유 수유를 견딜 수 있도록 하는 락토스(유당)의 분비에도 도움이 된다.
색 차이의 또 다른 이유는 두 가지 화합물인 유멜라닌(갈색 색소)과 페오멜라닌(적색 색소) 때문이다. 유전적으로 정해지는 이들 색소의 양으로 유륜의 색상이 결정된다. 유륜의 색은 밝은 노랑부터 진한 흑색까지 다양하지만, 보통 피부가 밝을 수록 밝고, 피부가 검을 수록 진하다.
개개인의 유륜은 월경에 따른 호르몬 변화나 특정 약제 투약, 노령화에 의해서도 시간에 따라 색이 변한다. 가장 두드러진 색깔 변화는, 임신 중에 나타난다. 이 경우 일부는 아이가 태어난 이후 원래 색으로 돌아가기도 하지만, 역시, 사람마다 차이가 있다.
유륜의 크기와 모양도 역시 사람마다 차이가 큰데, 성적으로 성숙한 여성은 그러한 남성이나 어린 여성보다 큰 유륜을 갖고 있다. 인간의 유륜은 거의 둥근 형태를 갖고 있지만, 많은 여성과 일부 남성들은 눈에 띄게 타원형인 유륜을 갖고 있기도 하다.
남성 대부분의 유륜은 지름 25 mm (1 in) 내외이며, 성숙한 여성의 경우 평균 크기(지름)는 약 30 mm (1.2 in)이지만 때로는 100 mm (4 in)나 그 이상의 사례도 있다. 젖을 먹이거나, 큰 유방을 가진 여성의 유륜은 더욱 클 수 있다.

## 같이 보기
- 유방
- 유두
- 성긴 결합 조직